# Sigfrid Vilhelm Arnell
Sigfrid Vilhelm Arnell (* 5. März 1895 in Gävle, Schweden; † 1970) war ein schwedischer Botaniker. Sein offizielles botanisches Autorenkürzel lautet „S.W.Arnell“; früher wurde auch das Kürzel „S. Arn.“ verwendet, das jetzt stattdessen für Samuel Arnott (1852–1930) in Gebrauch ist.

## Werke
- zusammen mit Elsa Nyholm: Illustrated moss flora of Fennoscandia. Lund, Gleerup, 1954.
- Hepaticae of South Africa. 1963.
- Scapania degenii and S. simmonsii Found on the North American Continent. In: The Bryologist. Band 53, Nr. 4, Dezember 1950, S. 299–300, doi:10.2307/3239997.